# Speedboat Attack
Speedboat Attack es un videojuego de carreras de lanchas rápidas de 1997 desarrollado por Criterion Studios y publicado por Telstar Electronic Studios para Windows. 

## Jugabilidad
En esencia, la jugabilidad de Speedboat Attack gira en torno a las maniobras de alta velocidad de un barco en 10 recorridos distintos, desde los paradisíacos paisajes costeros de Balearic Loop hasta la sobrenatural Terra Incognita. Los jugadores deben pasar por "puntos de control" para recibir una "prórroga de tiempo" y evitar quedarse sin tiempo. Hay 3 niveles de dificultad en total: novato, maestro y as. A medida que aumenta el nivel de dificultad, hay menos tiempo para llegar al siguiente punto de control y los barcos de la competencia supondrán un mayor desafío. El jugador puede elegir uno de los 5 tipos de botes, cada uno diferente con respecto a la aceleración, la velocidad, el manejo y la armadura. Durante una carrera, es posible alternar entre diferentes vistas, como la vista de la cabina y la vista en tercera persona.
El juego se puede jugar en dos configuraciones: "Carrera" mantiene el enfoque en superar a los oponentes y ganarle al reloj, mientras que "Combate" proporciona una experiencia más dinámica y orientada a la acción. Hay muchos elementos exclusivos del modo "Combate", que incluyen peligros y recolecciones de municiones para la ametralladora y el lanzacohetes, así como atajos.
Cuando un barco está bajo fuego, cualquier impacto aterrizado hará que su medidor de blindaje disminuya, reduciendo en gran medida su velocidad. Este medidor solo se puede recargar en un "muelle de reparación". Por lo tanto, se alienta a los jugadores a evitar cualquier daño mientras mantienen un ritmo alto.
Speedboat Attack ofrece 3 modos diferentes. El "modo contrarreloj" es una carrera sencilla contrarreloj en la que los jugadores pueden guardar y competir contra sus mejores tiempos. El "modo Arcade" enfrenta al jugador contra 5 barcos que compiten para ver quién es el más rápido. El "modo Campeonato" consiste en una serie de carreras que siguen un formato de liga, a menudo con versiones ligeramente modificadas de cursos anteriores (por ejemplo, carreras durante la noche). Por último, el juego también tiene un elemento multijugador, tanto localmente como en línea a través de LAN o Internet.

## Recepción
Speedboat Attack recibió críticas mixtas.
El juego fue recibido favorablemente por PC Games' Thomas Borovskis, quien sintió que los controles eran muy precisos y los gráficos causaban una buena impresión. Como resultado, los gráficos y los controles se calificaron al nivel del 80%, con elementos como el diseño de sonido igualando el puntaje general al 75%. La revista francesa PC Jeux le otorgó una calificación del 74%, resumiéndolo como "un tema original con buenos gráficos y circuitos interesantes".
Otras críticas fueron menos favorables. GameStar otorgó una puntuación de 57 sobre 100, dejando en claro que, si bien el juego no fue un desastre absoluto, se vio frenado por el diseño de la pista "poco imaginativo" y "aburrido". La reseña de PC PowerPlay tuvo un tono más negativo, dándole una puntuación de 30 sobre 100.
Tom Chick de Computer Games Magazine le dio al juego 1 de 5 estrellas, comentando que "los controles se sienten más como si estuvieras recorriendo el escenario en lugar de conducir un bote" y que "el combate parece haber sido un idea tardía". También criticó la presentación general del juego, señaló el aspecto de recorte de cartón plano de sus imágenes y describió su banda sonora como "algo de una película porno".